# Résolution 426 du Conseil de sécurité des Nations unies
Membres permanents
- Chine
- États-Unis
- France
- Royaume-Uni
- URSS

Membres non permanents
- Allemagne de l'Ouest
- Bolivie
- Canada
- Gabon
- Inde
- Koweït
- Mauritanie
- Nigéria
- Tchécoslovaquie
- Venezuela

Résolution no 425 Résolution no 427
La résolution 426 du Conseil de sécurité des Nations unies, adoptée le 19 mars 1978 lors de la 2075e réunion du Conseil de sécurité, concerne à la fois la création de la Force intérimaire des Nations unies au Liban (FINUL) et la durée de son mandat. Elle vient immédiatement après et complète la résolution 425, adoptée lors d'une précédente réunion le même jour.
La résolution est adoptée par 12 voix contre zéro, la Tchécoslovaquie et l'Union soviétique s'abstiennent et la république populaire de Chine ne participe pas au vote.

## Contexte historique et politique
Les résolutions 425 et 426 du Conseil de sécurité des Nations unies (CSNU) sont adoptées au cours des premières années de la guerre civile libanaise, qui commence en 1975.
Plusieurs milices, comprenant des groupes de droite chrétienne ainsi que d'anciens membres de l'armée libanaise, se placent sous la protection des Forces de défense israéliennes (FDI) avant de se regrouper en 1978 pour former l'Armée du Liban libre (FLA), qui deviendra plus tard le Armée du Liban sud (ALS). Leur objectif commun est de lutter contre l'Organisation de libération de la Palestine (OLP) et les Libanais de gauche qui soutiennent les réfugiés palestiniens au Sud-Liban.
Le 14 mars 1978, les Forces de défense israéliennes envahissent le Sud-Liban, dans le but déclaré de combattre le « terrorisme » palestinien et les gauchistes qui les soutiennent. L'invasion s'appelle « opération Litani », Tsahal reçoit l'aide des milices chrétiennes déjà actives au Sud-Liban.
Le 19 mars 1978, le Conseil de sécurité des Nations unies répond par l'adoption des résolutions 425 et 426. La première demande à Israël de retirer immédiatement ses forces du Liban, tandis que la seconde crée la force de maintien de la paix de l'ONU chargée d'assurer la mise en œuvre de la décision, la Force intérimaire des Nations unies au Liban (FINUL) est créée.

## Mise en œuvre et résultat
La réunion qui conduit à l'adoption de la résolution 426 est la conséquence de deux lettres adressées au président du Conseil de sécurité : l'une du représentant permanent du Liban auprès de l'ONU et l'autre du représentant permanent d'Israël auprès de l'ONU. Ce dernier condamne les actes de terrorisme de la partie libanaise et déclare qu'Israël n'est qu'une victime des événements qui se déroulent au Sud-Liban. Le Conseil de sécurité accuse réception des deux lettres, mais il adopte une position très différente dans sa décision. En mars 1978, après l'adoption de la résolution du CSNU, le délégué israélien désapprouve sans surprise, la considérant comme « inadéquate et à peine suffisante dans la mesure où elle ne condamne pas le terrorisme ». 
Le 3 mai 1978, la résolution 427 modifie la résolution 426 en faisant passer de 4 000 à 6 000 l'effectif initialement demandé pour la FINUL. Il réitère également l'exigence qu'Israël quitte le Sud-Liban sans plus tarder.
Le 13 juin 1978, quelques mois après l'adoption de la résolution 426, les Forces de défense israéliennes se retirent du Sud-Liban mais les résolutions 425 et 426 du CSNU sont encore loin d'être mises en œuvre. Au lieu de céder leurs postes à la FINUL, ils les transfèrent au major Saad Haddad, chef de la milice de droite chrétienne au Liban et personne qui travaille étroitement avec Israël depuis des années et est alors considéré par Israël comme un membre de leurs forces. Compte tenu des déclarations publiques d'Israël à l'époque, la manœuvre marque le début de la stratégie d'Israël pour occuper le Sud-Liban. Le pays applique les résolutions du CSNU comme il est tenu de le faire, mais il n'est pas encore disposé à abandonner son contrôle sur le Sud-Liban.
Au cours des années 1990, l'ONU est confrontée à une capacité insuffisante des opérations de maintien de la paix à mettre en œuvre les résolutions du Conseil de sécurité, un fait qui explique en partie la situation indéfiniment prolongée au Sud-Liban. Les questions de mise en œuvre liées à la résolution 426 illustrent la complexité des missions de consolidation de la paix et le temps qu'elles peuvent prendre. Ce n'est qu'en mai 2000 que les troupes israéliennes quittent effectivement le territoire libanais.
Malgré les dispositions concernant la nature transitoire et provisoire de la FINUL dans la résolution 426, la Force existe toujours et opère au Liban, avec des rôles renforcés et des mandats renouvelés chaque année.